# Hafen Rostock

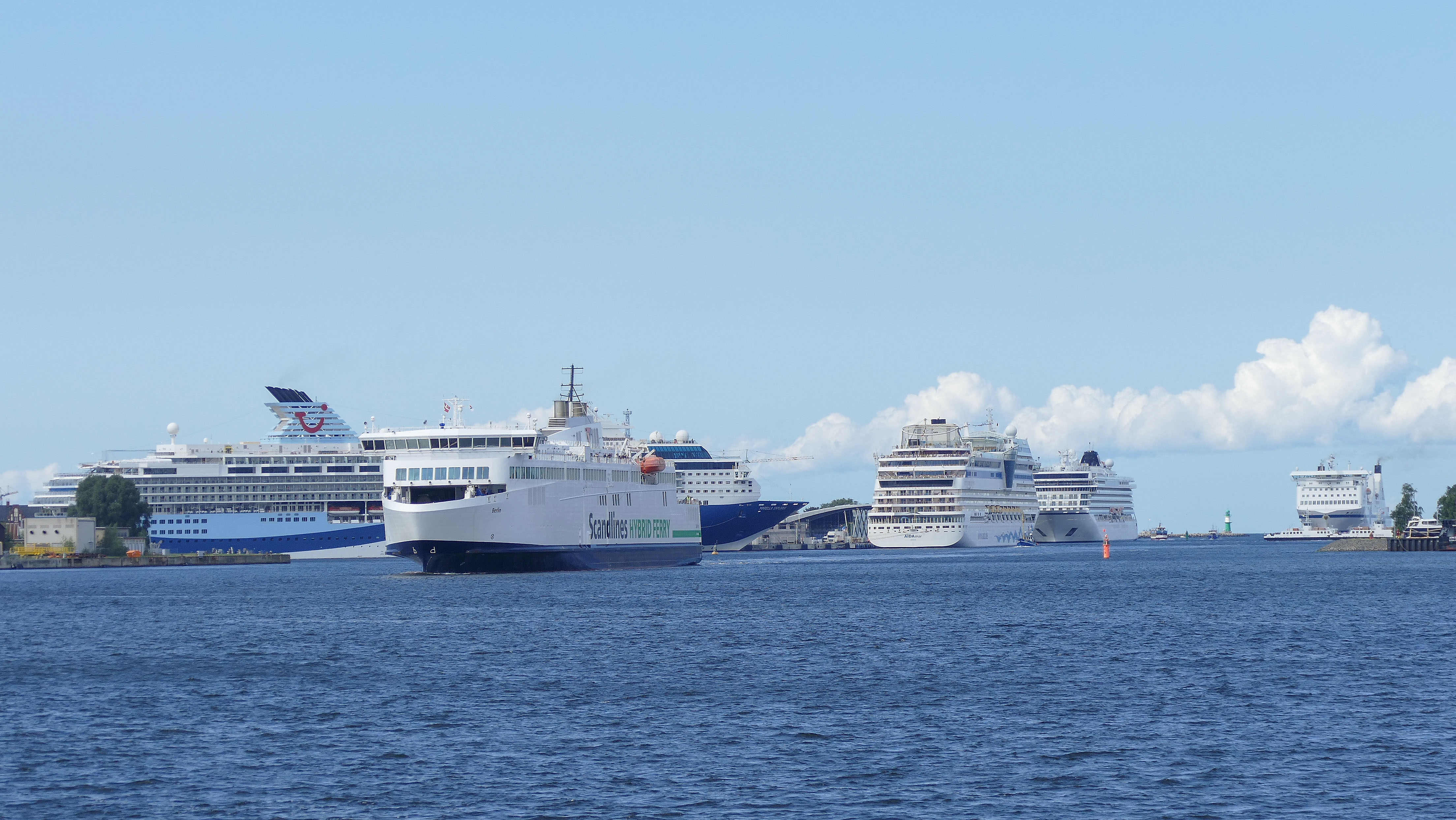
Drei Kreuzfahrtschiffe am Passagierkai – 2 Fährschiffe auf der Unterwarnow

Der Hafen Rostock (international auch Rostock Port) ist ein großer deutscher Hafen an der Ostsee, er liegt an der Unterwarnow auf dem Gebiet der Stadt Rostock. Eigentümer der meisten Teile der Hafeninfrastruktur ist die Rostock Port GmbH (bis 2016: Hafen-Entwicklungsgesellschaft Rostock mbH „HERO“), ein Gemeinschaftsunternehmen des Landes Mecklenburg-Vorpommern (25,1 %) und der Hansestadt Rostock (74,9 %). Der Hafenbetrieb wird durch die Euroports Germany GmbH & Co. KG und andere Privatunternehmen durchgeführt. Der Hafen von Rostock war 2022 mit einem Gesamtumschlag von rund 29 Millionen Tonnen und rund 2,5 Millionen Fähr- und Kreuzfahrtpassagieren der größte deutsche Ostseehafen und der viertgrößten deutsche Hafen insgesamt (nach Hamburg, Bremen/Bremerhaven und Wilhelmshaven).
Zu den Häfen von Rostock gehören der auf der Ostseite der Unterwarnow befindliche Seehafen Rostock (der seit den 1960er Jahren gebaute „Überseehafen“), der östlich davon am Breitling befindliche Chemiehafen für Yara, der selbstständige Rostocker Fischereihafen (RFH) in Marienehe an der Westseite der Unterwarnow, das Kreuzfahrtterminal am Passagierkai in Warnemünde sowie weitere kleinere Anlagen wie das Maritime Gewerbegebiet (MAGEB) in Groß Klein und der Kai von Alba Nord (MAB) nördlich des RFH sowie der Rostocker Stadthafen, an dem kein Güterumschlag mehr stattfindet.

## Hafenanlagen
Am Ostufer der Unterwarnow und am Südufer des Breitlings befinden sich die ausgedehnten Anlagen des Rostocker Seehafens („Überseehafen“). Dieser Hafen verfügt über drei Hafenbecken mit vier Piers, einen Ölhafen und einen Chemiehafen. Vom Fährterminal (Pier I) verkehren Fährschiffe nach Gedser (Dänemark), Trelleborg (zum Teil als Eisenbahnfähre), Nynäshamn (Schweden) und Travemünde. Am Bulk-Terminal (Pier III) können an 1 km Kailänge vier Schiffe anlegen. Insgesamt stehen 47 Liegeplätze unterschiedlicher Abmessungen zur Verfügung. An den größten Liegeplätzen können Schiffe mit bis zu 300 m Länge, 45 m Breite und 13,0 m Tiefgang anlegen. Der Hafen verfügt über umfangreiche Gleisanschlüsse zum Bahnhof Rostock Seehafen der Deutschen Bahn und einen direkten Autobahnanschluss an die A 19. Im südlichen Bereich liegt das Terminal für den Kombinierten Verkehr, der von der Rostock Trimodal GmbH betrieben wird. Im Jahr 2020 wurden hier 94.800 Ladeeinheiten umgeschlagen (+7 %), 2019 waren es 87.000, 11½ % mehr als im Vorjahr. Mit der PCK-Raffinerie in Schwedt und dem mitteldeutschen Chemiestandort Böhlen ist der Hafen durch Pipelines verbunden.
Am Neuen Strom / Seekanal in Warnemünde befindet sich der Passagierkai mit dem Kreuzfahrt-Terminal Warnemünde Cruise Port. Dieser Hafen bietet acht Liegeplätze unterschiedlicher Größe und kann von Kreuzfahrtschiffen bis zu einer Länge von 355 m und einem Tiefgang von 8,53 m angelaufen werden. 2019/2020 wurde ein weiteres Kreuzfahrt-Terminalgebäude bei den Liegeplätzen P7 und P8 gebaut. Auf der anderen Seite wurden die Anlagen des Anlegers für die Eisenbahnfähren zwischen Warnemünde und Gedser nördlich des Warnemünder Bahnhofs im Jahr 2014 zurückgebaut.

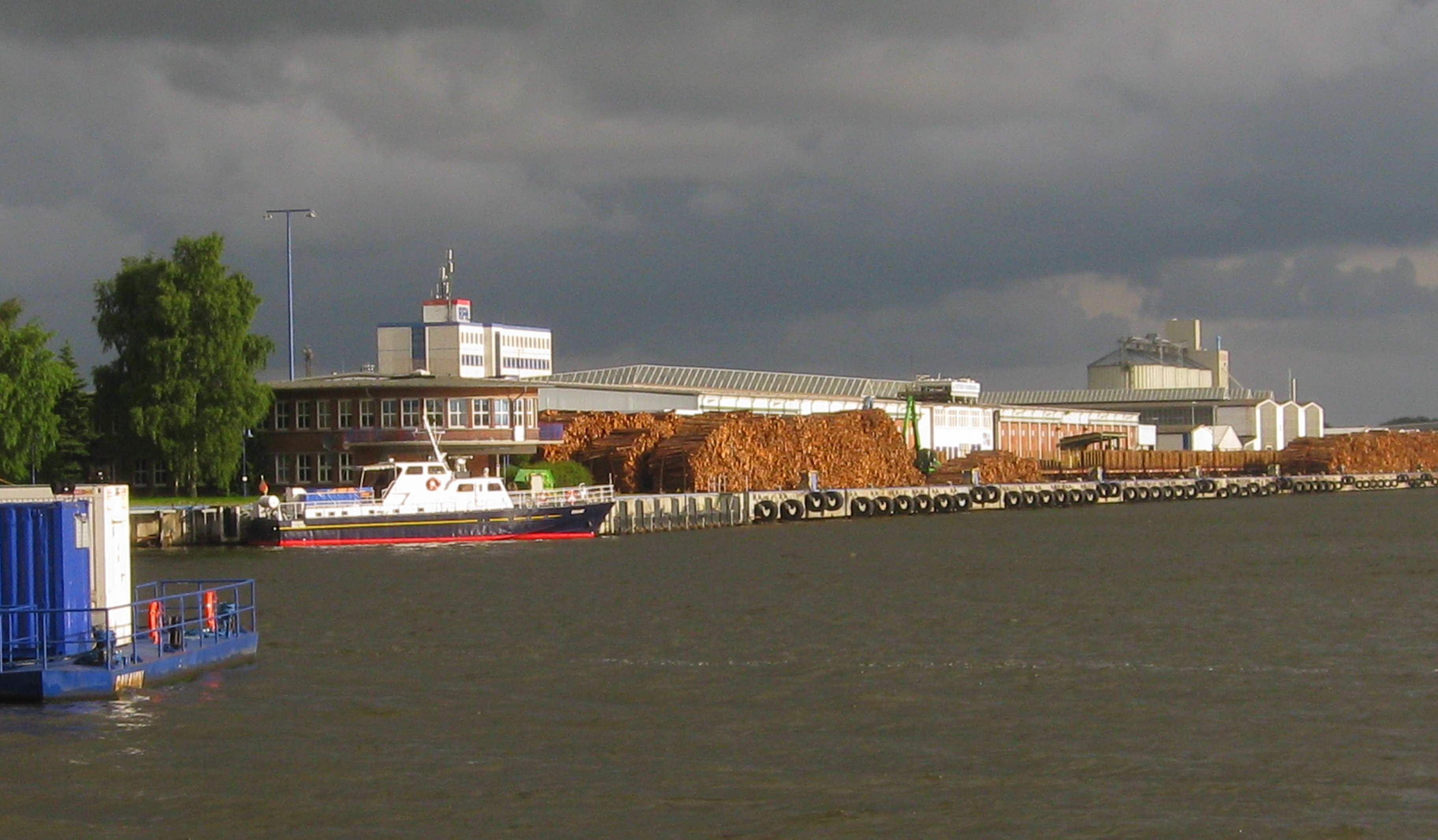
Holzverladung am Rostocker Fischerei- und Frachthafen (RFH)

Der Stadthafen, der in früheren Jahrhunderten der Haupthafen Rostocks war, spielt heute für den Hafenumschlag keine Rolle mehr, er wird hauptsächlich von Ausflugsschiffen, der Sportschifffahrt (City-Bootshafen Rostock und Museumshafen im Haedgehafen) und vom lokalen Schiffsverkehr genutzt. Den Stadthafen können Schiffe bis 6,4 m Tiefgang anlaufen. Auf der Silohalbinsel des Stadthafens befindet sich die Unternehmenszentrale von AIDA Cruises, dem größten deutschen Kreuzfahrtanbieter.
Im Stadtteil Marienehe liegt der Rostocker Fracht- und Fischereihafen (RFH).
Am Südufer des Breitlings befindet sich der Werkshafen (Chemiehafen) von Yara International, den Tanker bis 8,45 m Tiefgang anlaufen können. Von dort verläuft eine Pipeline zum YARA-Werk in Poppendorf.
Am Westufer der Unterwarnow befinden sich zwischen Marienehe und Groß Klein die Hafenanlagen MAB-Kai (max. 5,79 m Tiefgang, Schrottumschlag) und Maritimes Gewerbegebiet Groß Klein (MAGEB) (max. 6,4 m Tiefgang).
In Warnemünde gibt es die Werftanlagen der Neptun Werft und das Marinearsenal Warnowwerft sowie den traditionellen Hafen der Kutterfischer im Alten Strom.
Am Anleger Schmarl liegt das Traditionsschiff Dresden. Dieses Schiff ist Heimstatt des Rostocker Schiffbau- und Schifffahrtsmuseums und selbst größtes Ausstellungsstück. 1956/1957 auf der Warnowwerft Warnemünde gebaut, gehörte es zur ersten Serie von 10.000-tdw-Schiffen, die in der DDR auf Kiel gelegt wurden. Das Typschiff dieser Serie war das MS Frieden. Zum Museum gehören neben dem Traditionsschiff der Dampfschlepper Saturn, das Betonschiff Capella und der Schwimmkran Langer Heinrich.
Im September 2017 begann der Bau eines neuen Getreideterminals.

## Geschichte

Walter Ulbricht und Erich Honecker bei der Eröffnung des Überseehafens am 30. April 1960

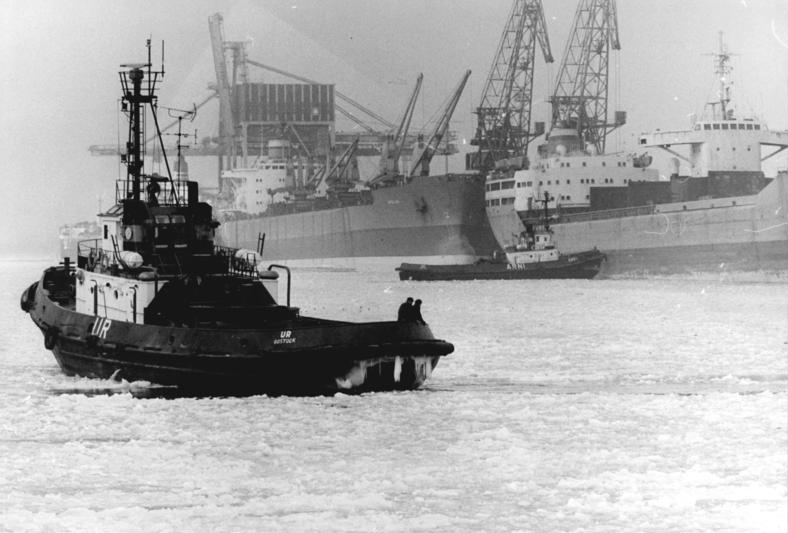
Schlepper als Eisbrecher (1985)

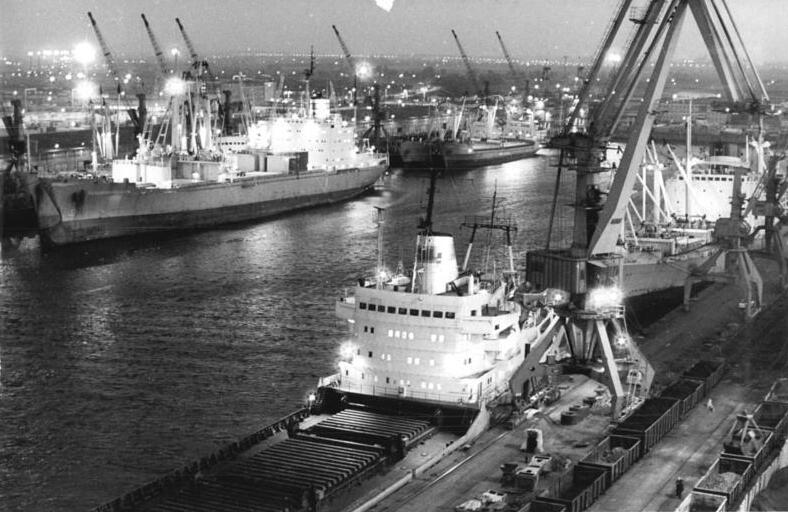
Verladearbeiten im Überseehafen (1983)

### Bis zum Ende des 19. Jahrhunderts
Die Geschichte des Rostocker Hafens reicht bis ins Mittelalter zurück; vor allem zu Zeiten der Hanse war der Hafen ein wichtiger Drehpunkt des Handels mit Skandinavien und dem Baltikum. Der Hafen verlor mit dem Niedergang der Hanse an Bedeutung. Die mit der Entdeckung Amerikas und des Seewegs nach Indien verbundene Verlagerung des (Welt-)Handels auf den Bereich des Mittelmeers und des Atlantiks führte zum Abstieg des Hafens. Nach einer kurzen Blüte, bedingt durch Getreideexporte Mitte des 19. Jahrhunderts, hatte er nur noch lokale Bedeutung.

### Ab dem 20. Jahrhundert bis zum Zweiten Weltkrieg
Zum Wechsel vom 19. zum 20. Jahrhundert setzte ein bescheidener Hafenausbau ein. Unter der Federführung des Stadt- und Hafenbaudirektors Karl Friedrich Kerner wurde der Hafen nach Westen erweitert, der Kohlenkai und der Haedgehafen gebaut. Der Hafen erhielt den ersten modernen Hafenkran und Kranbrücken für den Kohleumschlag. Gleichzeitig wurde im Zuge des Aufbaus der Eisenbahn-Fährverbindung von Warnemünde nach Gedser als Teil der Achse Kopenhagen – Berlin die Zufahrt zum Rostocker Hafen erheblich verbessert. In Warnemünde entstand der Neue Strom als breitere und vor allem besser befahrbare Einfahrt zum Rostocker Hafen. Die Fahrwasser im Hafen wurden auf 4,1 m bis 6,7 m vertieft, so dass die damals in der Ostseefahrt üblichen Schiffe den Hafen nun problemlos anlaufen konnten. In den Jahren bis zum Ersten Weltkrieg entstanden westlich des Haedgehafens die Kaianlagen an der Eschenbrücke und am Kehrwieder. Das Neue Land im Osten des Hafens wurde als Ausbaugebiet für den Holzhafen vorgesehen und auf dem östlichen Ufer der Unterwarnow das Erweiterungsgebiet Osthafen vorbereitet. Der Kriegsausbruch im August 1914 beendete zunächst alle Erweiterungspläne.
In den Jahren vor dem Zweiten Weltkrieg brachte der Aufbau der Flugzeugindustrie auch dem Hafen einen, wenn auch kleinen, Aufschwung. Im Zuge des Reichsspeicherprogramms der NS-Regierung wurden in den 1930er Jahren moderne Getreidesilos und eine neue Ölmühle auf der Silohalbinsel gebaut. Während des Krieges wurde bei den Luftangriffen der Alliierten, die primär der Flugzeugindustrie und den Wohngebieten der Stadt Rostock galten, auch der Hafen getroffen und beschädigt.

### Nach dem Zweiten Weltkrieg und DDR-Zeit
Durch die Deutsche Teilung ergab sich die Notwendigkeit, an der Ostseeküste der DDR einen leistungsfähigen Seehafen zu bauen. 1950 hatte Walter Ulbricht noch erklärt: „Wir haben das Projekt eines Hochseehafens an der Ostseeküste geprüft und sind zum Schluß gekommen, vom Bau eines neuen Hochseehafens abzusehen, da wir der Überzeugung sind, daß die Zeit kommt, wo dem Außenhandel eines demokratischen Deutschland wieder die Häfen von Hamburg und Lübeck zur Verfügung stehen. Bis dahin werden wir auf Grund einer Vereinbarung mit der polnischen Regierung einen Teil des polnischen Hafens Szczecin für unsere Hochseeflotte benutzen.“ Jedoch wurde diese Entscheidung schnell revidiert. Nach Prüfung mehrerer Varianten fiel die Entscheidung für den Überseehafen Rostock.
Bereits 1951 berichtete die Presse von ersten Bauarbeiten in Rostock. „In Rostock sind große Bagger bei der Arbeit und lassen den mächtigsten Hochseehafen unserer Republik entstehen.“ Jedoch kam es in der Folge zu deutlichen Verzögerungen beim Bau. Das Neue Deutschland schrieb im Jahr 1957: „Bisher wurden manche Aufgaben der zentralgeleiteten Industrie nicht erfüllt, weil die Zusammenarbeit mit den Bezirken nur mangelhaft war. Die Heranziehung der örtlichen Organe wurde vernachlässigt. Jetzt wird das geändert. […] Zum Beispiel wurde die Seeschiffahrt bisher ressortmäßig geplant, was zu einer Verzögerung im Ausbau unserer Hochseehäfen geführt hat. Erst jetzt gibt es einen einheitlichen Plan, der mit dem Plan des wirtschaftlichen Aufbaus Im Bezirk Rostock übereinstimmt.“
Der erste und damals einzige Liegeplatz mit der Bezeichnung „31“ wurde am 15. Januar 1960 von der „Völkerfreundschaft“ erstmals angefahren. Im April des gleichen Jahres begann der Probebetrieb mit Hafenkranen des Typs „Petersdorf“; Ende April löschte das erste Schiff, die „Schwerin“, seine Fracht aus China. Der neue Hafen wurde am 30. April 1960 unter Anwesenheit von Walter Ulbricht, einer Regierungsdelegation und 20 000 Zuschauern offiziell eröffnet und vom VEB Seehafen Rostock betrieben. Der Hafen wurde Heimathafen der Schiffe der Deutschen Seereederei (DSR) und konnte bis zum Jahr 1989 ein stetiges Umschlagwachstum vorwiegend durch Massenschüttgüter verzeichnen. Der Bedarf an Arbeitskräften führte dazu, dass zahlreiche Menschen aus anderen Teilen der DDR nach Rostock zogen.
Mit der Errichtung des Hafens ging der Wiederauf-, Neu- und Ausbau einer leistungsfähigen Eisenbahnverbindung Berlin–Neustrelitz–Rostock einher. Erste Arbeiten begannen 1958, 1967 war die gesamte, damals großteils nicht elektrifizierte Strecke fertiggestellt und galt als die modernste und im Verhältnis zum Personalaufwand leistungsfähigste, allerdings auch als die teuerste der Deutschen Reichsbahn. 1970 beispielsweise sollten von den vorgesehenen 11 Millionen t Umschlag des Hafens 95,4 % per Eisenbahn an- und abtransportiert werden, nur etwa 200.000 t durch den Güterkraftverkehr. Durch den Neubau des Abschnitts Neustrelitz–Berlin verkürzte sich die Streckenlänge zwischen Rostock und Berlin zudem um 40 km. Eine gewisse Bekanntheit erlangten die mit bis zu 3600 t Zugmasse überschweren, zwischen dem Rostocker Ölhafen und Schwedt verkehrenden Ölzüge, die mit den stärksten Dieselloks der DR gezogen wurden. Ursprünglich war auch der Bau einer Binnenwasserstraße von Rostock zur Elbe vorgesehen. Die Gründe für das Aufgeben dieses Vorhabens sind nicht genau bekannt. Spekuliert wird, dass die enormen, ab 1961 für die Abriegelung der Staatsgrenzen der DDR zur BRD und zu West-Berlin benötigten Kapazitäten an Arbeitskräften und Material für den Kanalbau fehlten und ihn scheitern ließen.
Weiterhin entstand eine 202 km lange Erdölleitung (sogenannte Pipeline APR, DN 400 mm) von Ölhafen Rostock zum PCK Schwedt. Diese ging 1963 in Betrieb und kann 7 Millionen t Rohöl pro Jahr befördern.

### Ab 1990
Mit der deutschen Einheit war eine Neupositionierung des Hafens erforderlich. Es erfolgte der Ausbau des Fährschiffverkehrs nach Gedser (Dänemark) und Trelleborg (Schweden), zeitweilig auch nach Helsinki bzw. Hanko (Finnland), Gdynia (Polen) sowie ins Baltikum. Bedeutung gewannen auch die sogenannten RoRo-Verkehre (Roll-on/Roll-off), insbesondere für die Beförderung von Forstprodukten aus Finnland. Der Eisenbahn-Fährverkehr nach Gedser wurde aufgegeben, nach Trelleborg geht er weiter zurück: 2017: 14.564 Waggons, 2016: 20.358.
Zunehmend wichtig ist dagegen der kombinierte Ladungsverkehr (KLV), hierfür wird im südlichen Überseehafen durch die Rostock Trimodal GmbH (RTM) ein KLV-Terminal betrieben mit direkten Güterzugverbindungen nach Verona, Treviso, Cervignano (Italien), Curtici (RO), Lovosice und Brno (CZ), weitere Terminals werden mit dem Bahnoperator Kombiverkehr über Hamburg-Billwerder erreicht (Stand Januar 2020). Im Jahr 2019 wurden im RTM insgesamt 87.000 Trailer-Einheiten umgeschlagenen (2017: 80.288, 2016: 76.012, 2015: 69.824).
Angesichts der Boykotts russischer Öllieferungen über die Druschba-Pipeline ab dem 1. Januar 2023 wurde die APR-Pipeline für die Versorgung von PCK Schwedt immens wichtig und deshalb in Teilabschnitten bereits saniert und optimiert. Im Vorgriff auf die Abnabelung von Öl aus Russland legte Anfang August 2022 erstmals ein Tanker mit Öl aus den USA in Rostock an.

#### Zukunft
Seit 2022 werden die ältesten Liegeplätze 31 und 32 abgerissen und für größere Schiffe neu gebaut. Sie sollen 2024 fertiggestellt sein.[veraltet] Die Kapazität der Pipeline nach Schwedt soll mit Kosten von 400 Millionen Euro erhöht werden. Die Wassertiefen in Rostock lassen aber bislang nur das Anlegen mittelgroßer Tanker zu. Die im weltweiten Öl-Seetransport gebräuchlichen Supertanker müssten momentan in Rotterdam entladen und das Öl dort auf Schiffe, mit denen Rostock angelaufen werden kann, umgepumpt werden. Die Seehafenzufahrt wird bis Mitte 2025 vertieft.

## Kreuzschifffahrt

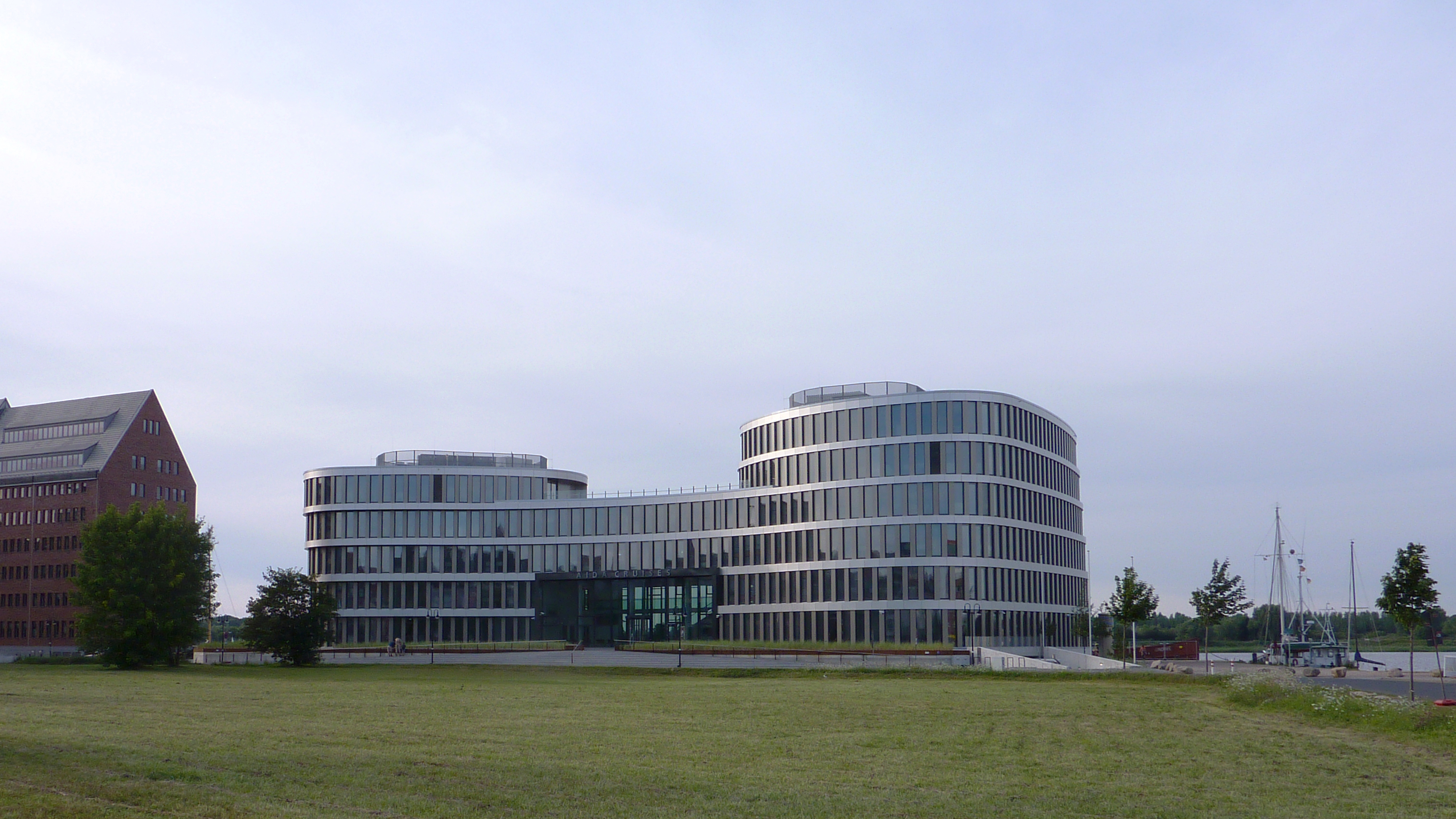
AIDA-Verwaltung in Rostock

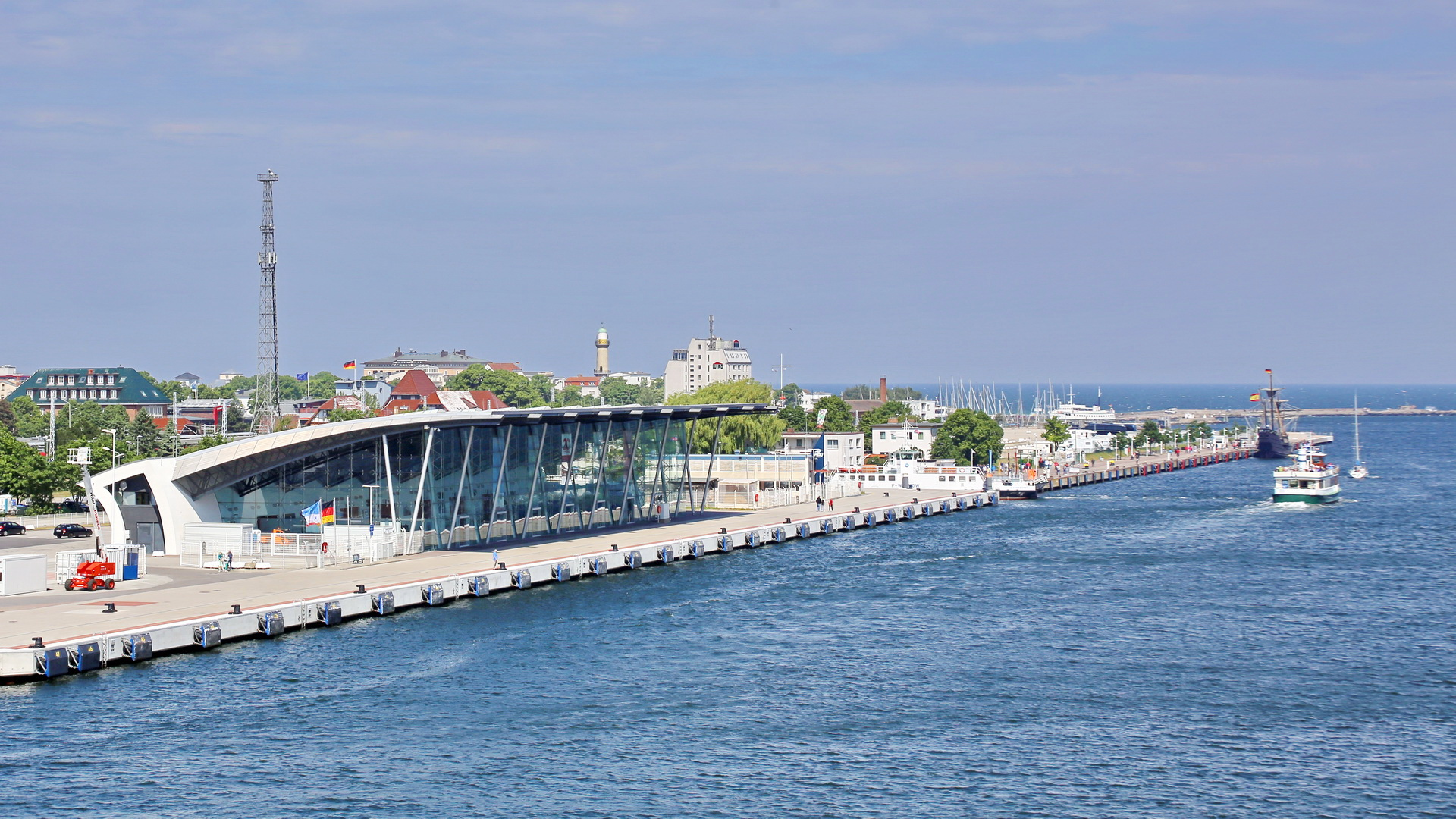
Warnemünde Cruise Center (2016)

Rasant an Bedeutung nahm in den 2010er Jahren die Kreuzschifffahrt zu, die vorzugsweise am 2005 neu eröffneten Kreuzfahrt-Terminal Warnemünde Cruise Center in Warnemünde abgewickelt wird. Mit 181 angemeldeten Kreuzschifffahrtsanläufen wurde 2012 der Vorjahreswert von 2011 mit 158 Anläufen überboten (Platz 1 in Deutschland). 2013 wurde mit 198 Anläufen ein neuer deutschlandweiter Rekord aufgestellt. In der Saison 2014 gab es 182 Schiffsanläufe mit 378.000 Passagieren, davon 170 Anläufe in Warnemünde und zwölf im Überseehafen.

Während der Saison 2015 fanden 175 Anläufe von 39 verschiedenen Kreuzfahrtschiffen mit 354.000 Passagieren statt, zwölf davon wieder im Überseehafen. Über 700.000 Passagiere (2014: 756.000) gingen an bzw. von Bord, wobei es sich zum großen Teil um die gleichen Personen handelte. Es gab 132.000 einschiffende (2014: 131.000) und 131.000 ausschiffende (2014: 132.000) Passagiere, die Zahl der „Transit“-Passagiere lag bei 222.000 (2014: 239.000), so dass Rostock auf insgesamt rund 485.000 Kreuzfahrtpassagiere (2014: 509.000) kam.
Der Hafen wird von einigen Reedereien als Start- und Zielhafen der Kreuzfahrten genutzt, so zum Beispiel von AIDA Cruises, Costa Crociere, Norwegian Cruise Line, Princess Cruises, seit 2014 auch von MSC Kreuzfahrten. Viele Kreuzfahrttouristen nutzen Warnemünde als Ausgangspunkt für Ausflüge nach Rostock, Berlin, Hamburg oder Lübeck.
In der Saison 2017 gab es 190 Anläufe von 36 Kreuzfahrtschiffen, davon 173 in Warnemünde und 17 im Überseehafen. 2018 gab es bei 206 Schiffsanläufen von 44 Schiffen insgesamt 923.000 Passagiere.

## Verkehrsleistungen
Die Zahl der Fährpassagiere lag im zweiten Jahr der COVID-19-Pandemie 2021 bei 1,7 Millionen (2019: 1,37 Mio., 2018: 2,55 Mio., 2017: 2,5 Mio., 2016: 2,3 Mio., 2015: 2,2 Mio., 2013: 1,9 Mio., 2011: 2,01 Mio., 2010: 2,06 Mio.). Im Jahr 2020 hatte der Überseehafen 7573 Anläufe von Fracht- und Fährschiffen, davon 5672 von Fähr- und RoRo-Schiffen. 2018 waren es 7649 Schiffsanläufe, davon 6034 Fähr- und RoRo-Schiffe (2017: 7752, davon 5874 Fähr- und RoRo-Schiffe).
Der Rostocker Hafen ist trotz des starken Niedergangs der örtlichen Fischereibetriebe nach wie vor Heimathafen der Trawler der deutschen Töchter des niederländischen Fischereikonzerns Parlevliet & Van der Plas. Stand Mai 2020 sind in Rostock fünf Schiffe des Konzerns beheimatet, darunter mit der Maartje Theadora das größte Fischereischiff Europas
| Jahr                               | 1960 | 1970 | 1975 | 1980 | 1985 | 1989 | 1991 | 1995 | 2001 | 2005 | 2010 | 2011 | 2012 | 2013  | 2014  | 2015  | 2016  | 2017  | 2018  | 2019  | 2020  | 2021  | 2023 |
| ---------------------------------- | ---- | ---- | ---- | ---- | ---- | ---- | ---- | ---- | ---- | ---- | ---- | ---- | ---- | ----- | ----- | ----- | ----- | ----- | ----- | ----- | ----- | ----- | ---- |
| Flüssiggut                         |      |      |      |      | 3,1  | 3,5  | 2,6  | 3,0  | 3,1  | 2,5  | 4,6  | 2,9  | 3,0  | 2,55  | 3,0   | 2,4   | 2,7   | 2,7   | 2,3   | 2,98  | 2,45  | 3,1   | 7,9  |
| Schüttgut                          |      |      |      |      | 9,5  | 11,0 | 3,9  | 7,8  | 6,5  | 5,8  | 6,0  | 5,8  | 5,2  | 6,03  | 7,13  | 7,0   | 7,4   | 7,0   | 5,82  | 5,93  | 6,75  | 6,9   | 5,6  |
| davon Getreide und Futtermittel    |      |      |      |      | 2,4  |      |      |      |      |      |      |      |      |       |       | 3,3   | 3,5   |       |       | 2,6   | 3,7   | 3,4   |      |
| Stückgut                           |      |      |      |      | 7,0  | 6,3  | 1,3  | 1,5  | 0,9  | 0,7  | 0,4  | 0,6  | 0,55 | 0,493 | 0,453 | 0,96  |       | 0,64  | 0,56  | 0,57  | 0,62  | 0,68  | 0,75 |
| Papier                             |      |      |      |      |      |      |      |      |      |      |      |      |      |       |       | 0,616 | 0,823 | 0,706 | 0,90  |       |       |       |      |
| Fähr-Güter                         |      |      |      |      |      |      |      | 5,0  | 9,1  | 12,8 | 11,5 | 11,7 |      | 11,02 | 12,33 |       |       | 16,6* | 16,9* | 16,2* | 15,3* | 18*   |      |
| RoRo-Güter                         |      |      |      |      | 0,96 | 0,0  | 0,3  | 0,5  | 0,9  | 1,1  | 1,2  | 1,3  |      | 1,25  | 1,25  |       |       |       |       |       |       |       |      |
| Gesamt                             | 1    | 10   | 12   | 15   | 19,6 | 20,8 | 8,1  | 17,8 | 20,5 | 22,9 | 23,7 | 22,3 | 21,2 | 21,36 | 24,16 | 25,06 | 26,8  | 26,64 | 25,58 | 25,68 | 25,1  | 28,68 | 30,8 |
| Kreuzfahrt-Schiffsanläufe (gesamt) |      |      |      |      |      |      |      |      | 0    | 97   | 114  | 158  | 181  | 198   | 182   | 175   | 181   | 190   | 206   |       | 1     | 47    | 130  |

Im Hafengebiet haben sich auch Industrieunternehmen angesiedelt. Auf dem Gebiet des Überseehafens befinden sich ein Werk des Kranherstellers Liebherr (Liebherr-MCCtec Rostock) und eine Mälzerei von Malteurop Deutschland. 2008 nahm ein Großrohrwerk einer Tochterfirma der Erndtebrücker Eisenwerke die Produktion auf, hier werden vor allem Monopiles für Offshore-Windenergieanlagen gebaut.